# Annaba
Annaba (arabsky عنّابة, dříve též francouzsky Bône; ve starověku latinsky Hippo Regius, Hippona) je město a letovisko v severovýchodním Alžírsku na pobřeží Středozemního moře. V roce 1998 zde žilo 348 554 obyvatel, jejichž počet nadále stoupá. Annaba je správním centrem stejnojmenné provincie (vilájetu).

## Historie
Město založili Féničané pravděpodobně ve 12. století př. n. l.. Později vyrostlo v jedno z největších měst v Numidii. Za římské éry neslo název Hippo Regius; v letech 395-430 zde byl biskupem Sv. Augustin. Následujícího roku je dobyli Vandalové, v letech 534-698 patřilo Byzantské říši, od roku 698 pak Arabům.
Dnes je město významným průmyslovým centrem a také turistickým letoviskem. Kromě ruin římského Hippo Regia se zde zachovala mj. mešita Said Abu Marwan z roku 1035.